# Erlangea richardsiae
Erlangea richardsiae là một loài thực vật có hoa trong họ Cúc. Loài này được (Wech.) C.Jeffrey mô tả khoa học đầu tiên năm 1988.